# Nitrometan
Nitrometanul este un compus organic cu formula chimică CH3NO2, fiind cel mai simplu compus din categoria nitroderivaților organici. Este un lichid polar, utilizat de obicei ca  solvent în diferite aplicații industriale, precum în extracții, ca mediu de reacție și ca solvent de curățare. Este folosit și ca intermediar în sinteza organică, în procesele de fabricare a medicamentelor, pesticidelor, explozibililor și fibrelor. Mai este utilizat ca aditiv în combustibili.

## Obținere
Nitrometanul se obține la nivel industrial prin tratarea propanului cu acid azotic la temperaturi cuprinse între 350–450 °C. Aceasta este o reacție exotermă prin care se obțin și alți trei nitro-alcani importanți din punct de vedere industrial (pe lângă nitrometan): nitroetan, 1-nitropropan și 2-nitropropan.

### În laborator
Nitrometanul poate fi obținut în laborator prin reacția dintre cloroacetatul de sodiu și nitritul de sodiu, în soluție apoasă:
ClCH2COONa + NaNO2 + H2O → CH3NO2 + NaCl + NaHCO3

## Proprietăți chimice
Se poate condensa cu aldoze rezultând nitro-polioli.